# Стоцьк (Підляське воєводство)
Стоцьк (пол. Stock) — село в Польщі, у гміні Домброва-Білостоцька Сокульського повіту Підляського воєводства.
Населення — 304 особи (2011).
У 1975-1998 роках село належало до Білостоцького воєводства.

## Демографія
Демографічна структура станом на 31 березня 2011 року:
|          | Загалом | Допрацездатний вік | Працездатний вік | Постпрацездатний вік |
| -------- | ------- | ------------------ | ---------------- | -------------------- |
| Чоловіки | 153     | 35                 | 106              | 12                   |
| Жінки    | 151     | 27                 | 94               | 30                   |
| Разом    | 304     | 62                 | 200              | 42                   |